# Anarolius jamshidi
Anarolius jamshidi là một loài ruồi trong họ Asilidae. Anarolius jamshidi được Abbassian-Lintzen miêu tả năm 1964. Loài này phân bố ở vùng Cổ Bắc giới và châu Á.